# Bill Graber
William Noe (Bill) Graber (Ontario, 21 januari 1911 – San Bernardino 8 maart 1996) was een Amerikaanse atleet, die gespecialiseerd was in het polsstokhoogspringen. In de jaren dertig behoorde hij tot de wereldtop. Hij werd enkele malen NCAA- en Amerikaans kampioen in deze discipline. Ook sprong hij een wereldrecord en nam tweemaal deel aan de Olympische Spelen, maar wist bij die gelegenheden geen eremetaal te veroveren.

## Biografie

### Teleurstelling in LA
Op de Olympische Spelen van 1932 in Los Angeles behaalde Bill Graber een vierde plaats met een beste poging van 4,15 m. Dit was een forse teleurstelling, want de Amerikanen waren in eigen huis op dit nummer zwaar favoriet. Hadden er immers voorafgaand aan deze Spelen niet elf Amerikanen 4,21 m of hoger gesprongen, met Graber als wereldrecordhouder met zijn 4,37 aan kop? Niemand had zich in de aanloop van de Spelen dan ook kopzorg gemaakt over de Japanner Shuhei Nishida, die met zijn 4,10 in 1931 en 4,15 in begin 1932 nauwelijks op de voorgrond was getreden. Het was echter deze zelfde Nishida die in Los Angeles tot de grote attractie uitgroeide. Als een klit bleef hij aan de Amerikanen hangen, van wie uitgerekend Graber al op 4,20 met drie foutsprongen moest afhaken. Zijn landgenoot George Jefferson haalde die hoogte weliswaar nog wel, maar het was ten slotte Bill Miller, die als enige de niet aflatende weerstand van de Japanse springer wist te doorbreken met een sprong over de olympische recordhoogte van 4,315. Nishida bleef op 4,30 steken en veroverde het zilver.

### Fascinerend gevecht
Vier jaar later, op de Olympische Spelen van 1936 in Berlijn, kreeg de Amerikaans/Japanse tweestrijd bij het polsstokhoogspringen zijn vervolg en opnieuw speelden Bill Graber en Shuhei Nishida, de laatste ditmaal geflankeerd door zijn landgenoot Sueo Oe, hierin een rol. De finale, die op 5 augustus 1936 om 16.00 uur aanving met maar liefst 25 deelnemers (men had in de kwalificatieronde de eis van 3,80 duidelijk te laag gelegd) liep door tot ver in de avonduren. Om 19.00 uur waren ten slotte nog vijf atleten in de strijd: naast genoemd drietal ook de Amerikanen Earle Meadows en William Sefton. Het gevecht kluisterde de 60.000 toeschouwers aan hun plaats, ook al zakte de temperatuur in het stadion in de loop van de avond tot tegen de tien graden Celsius. Vervolgens was Graber van het vijftal de eerste die afviel; net als in Los Angeles kwam hij niet hoger dan 4,15. Van zijn twee landgenoten sprong Sefton even hoog als de beide Japanners, 4,25. Aangezien de Amerikaan echter de 4,15 pas in zijn derde poging had gehaald, eindigde hij achter hen. Het was uiteindelijk Earle Meadows die ditmaal voor Amerika de kastanjes uit het vuur haalde door rond 21.00 uur als enige de 4,35 te overbruggen, een olympisch record. Hiermee kwam een einde aan een fascinerend gevecht, dat al met al zo'n vijf uur had geduurd.

## Titels
- Amerikaans kampioen polsstokhoogspringen - 1932, 1934
- Amerikaans indoorkampioen polsstokhoogspringen - 1934
- NCAA-kampioen polsstokhoogspringen - 1931, 1933
- IC4A-kampioen polsstokhoogspringen - 1931, 1932, 1933

## Wereldrecords polsstokhoogspringen
| Hoogte (m) | Datum        | Plaats    |
| ---------- | ------------ | --------- |
| 4,30       | 16 juli 1932 | Palo Alto |
| 4,37       | 16 juli 1932 | Palo Alto |

## Palmares

### polsstokhoogspringen
- 1932:  Amerikaanse kamp. - 4,38 m
- 1932: 4e OS - 4,15 m
- 1934:  Amerikaanse indoorkamp. - 4,19 m
- 1934:  Amerikaanse kamp. - 4,25 m
- 1936: 5e OS - 4,15 m